# Aldana
Aldana é um município da Colômbia, localizado no departamento de Nariño.